# A Moreninha (telenovela de 1975)
A Moreninha é uma telenovela brasileira produzida e exibida pela TV Globo de 20 de outubro de 1975 a 6 de fevereiro de 1976, em 79 capítulos. Substituindo Senhora e foi substituída por Vejo a Lua no Céu, sendo a 7ª "novela das seis" exibida pela emissora.
Escrita por Marcos Rey, baseada no romance de mesmo nome do escritor Joaquim Manuel de Macedo e dirigida por Herval Rossano, foi um dos maiores sucessos da dupla Herval Rossano e Nívea Maria, então casal na vida real e que dominou a teledramaturgia do horário das 18 horas da televisão brasileira à época.
Foi a segunda novela das seis horas da TV Globo produzida em cores (a primeira foi Senhora). A novela trazia, ainda, trechos de outra obra do autor, Joaquim Manuel de Macedo, Memórias da rua do Ouvidor.

## Enredo
Carolina é a romântica e sonhadora moça que vive na Ilha de Paquetá com sua avó Donana. Entre festas e passeios dominicais, rodeada por amigas, pretendentes, e jovens estudantes da corte, Carolina espera pacientemente reencontrar sua paixão de infância. Mal sabe ela que o rapaz está entre os seus convidados. É o jovem Augusto que se enamora dela desde a primeira vez que a vê, mas é perseguido por Clementina, uma moça que não mede esforços para estar do lado do homem que ama.
Enquanto rolam os namoricos e desencontros, os jovens estudantes se empenham em campanhas anti-escravagistas, em particular, a luta pela liberdade de um fugitivo, Simão, o “negro fujão” rigorosamente perseguido por João Bala, um implacável capitão do mato temido por todos. Liderando a campanha está Leopoldo, que acaba sendo vítima de João Bala, quando sua namorada, Quininha, é raptada em represália à proteção de Simão.

## Elenco
- Nívea Maria - Carolina
- Mário Cardoso - Augusto
- Eduardo Tornaghi - Leopoldo
- Marco Nanini - Felipe
- Roberto Bolant - Fabrício
- Carmem Monegal - Quininha
- Maria Cristina Nunes - Clementina
- Célia Biar - Violante
- Jayme Barcellos - João Baia
- Haroldo de Oliveira - Simão
- Rogério Fróes - André
- Henriqueta Brieba - Donana
- Magalhães Graça - Gustavo (Belo Senhor)
- Ana Ariel - Dona Lalá
- Natália do Vale - Mademoiselle Aimée
- Monique Lafond - Marina
- Tessy Calado - Joana
- Beatriz Lyra - Luísa
- Sérgio de Oliveira - Kleberc
- Léa Garcia - Duda
- Marcus Toledo - Jerônimo
- Luiz Orioni - Juca
- Sidney Marques - Tobias
- Paulo Matosinho - Benjamin
- Antônio Pompeo - Rafael

### Participações Especiais
- Arthur Costa Filho  – gerente do Hotel Europa, onde o Barão se hospeda
- Betty Saddy  – freira-enfermeira que cuida de Leopoldo, no início
- Catulo de Paula – violeiro na taberna de Juca
- Clóvis Mariano – Clemente
- Eduardo Machado - (um dos estudantes que moram na Pensão Estrela)
- Durval Pereira -  Barão (Antônio Bento Coelho, de quem Gustavo falsifica a assinatura na compra de uma joia para Aimée – um dos estudantes que moram na Pensão Estrela
- Guaracy Valente – um dos milicianos que acompanham João Bala, no início
- Herval Rossano  – miliciano que ordena a prisão de João Bala, após ele atirar em Jerônimo e Simão, no final
- Isaac Bardavid  – moribundo agradecido por Carolina e Augusto crianças terem salvo sua vida, em flashback
- Márcio Augusto – Marcelo (um dos estudantes que moram na Pensão Estrela)
- Nilton Valério – Gérard (joalheiro que tenta reaver a joia dada por Gustavo a Aimée em nome do Barão)
- Pietro Mário – padre que visita os presos e confirma a João Bala que conhece Frei Rodrigo (Leopoldo disfarçado)
- Roberto Turiassu – um dos estudantes que moram na Pensão Estrela
- Sérgio Mox – um dos milicianos que acompanham João Bala, no início
- Sylvia Cadaval– madre superiora
- Abigail (mucama no solar de Donana)

## Produção
A cidade cenográfica de A Moreninha foi montada em Barra de Guaratiba, com cenários de época elaborados por Arlindo Rodrigues, a partir de pesquisa de Marilena Cury. As cenas externas da novela foram gravadas na Ilha de Paquetá, no Rio de Janeiro. Várias locações se tornaram pontos turísticos do local, até então não muito conhecido do grande público. Essa foi a segunda versão da obra homônima de Joaquim Manuel de Macedo feita na Globo. Em 1965, Octávio Graça Mello adaptou, dirigiu e produziu a novela que tinha Marília Pêra e Cláudio Marzo nos papéis principais de Carolina e Augusto.
Embora o romance tenha sido publicado originalmente em 1844, Marcos Rey localizou a ação entre 1866 e 1868 para remeter a fatos históricos como a Guerra do Paraguai e a luta abolicionista. A versão de Marcos Rey fazia também alusões a Memórias da Rua do Ouvidor, outra obra de Joaquim Manuel de Macedo. A Moreninha foi vendida para Argentina, Chile, Colômbia, Estados Unidos, Guatemala, Panamá e Peru.

## Exibição
Foi reprisada pela primeira vez entre 23 de agosto a 10 de dezembro de 1976, às 13h30, substituindo O Noviço e sendo substituída por Vejo a Lua no Céu.
Foi reprisada pela segunda vez no Vale a Pena Ver de Novo entre 4 de outubro e 31 de dezembro de 1982, substituindo As Três Marias e sendo substituída por Plumas e Paetês, em 65 capítulos.

### Outras Mídias
Em 24 de fevereiro de 2025, foi disponibilizada na íntegra pelo Globoplay, como do Projeto Resgate. Em comemoração aos 50 anos da estreia.

## Trilha sonora
1. "Landa" - Ormy Toledo
2. "Sonho" - Waltel Branco e Paulo Pinheiro
3. "A Moreninha" - Waltel Branco (tema de abertura)
4. "Sem Ti, A Vida é Nada" - João Mello
5. "Romanza" - Waltel Branco
6. "Rumpi" - Waltel Branco e Antônio Faya

- Sonoplastia: Guerra Peixe Filho
- Coordenação geral: João Araújo
- Direção de produção: Waltel Branco